# 截對角三方偏方面體
在 幾何學中， 截對角三方偏方面體是截對角偏方面體這一系列的多面體中的第一個。它有六個五邊形，兩個三角形。

## 幾何學中
此多面體可透過將一個立方體，或是三方偏方面體，或是一個菱面體，或一個平行六面體中一對處於對角位置的頂點切除，在立方體或著三方偏方面體的例子中，由於截面是平行的，以及原像的高度對稱，因此具有高度的旋轉對稱。

## 杜勒多面體

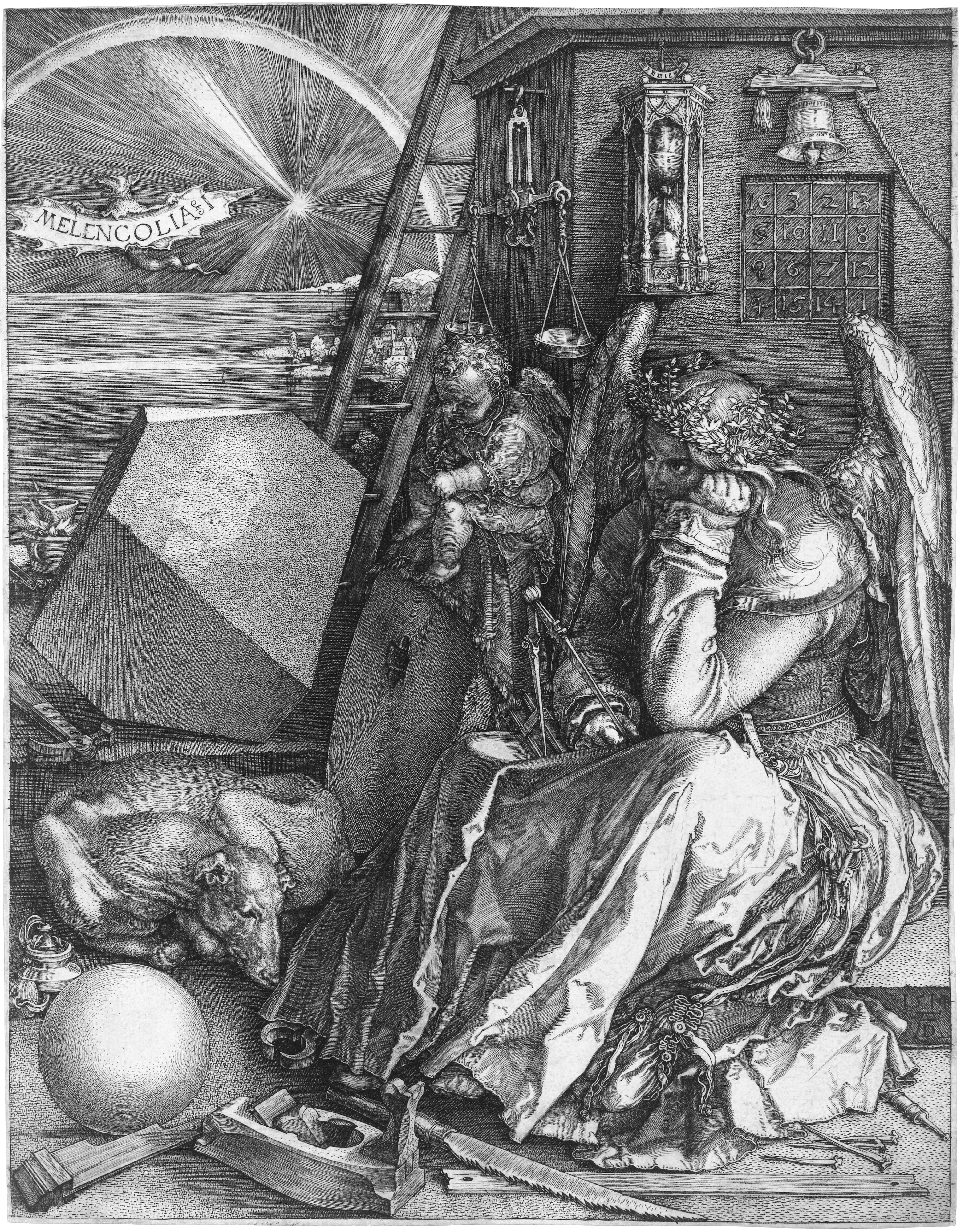
《忧郁 I》

這個多面體有時候也稱為杜勒立體或杜勒多面體（Dürer's solid），因為它出現於阿爾布雷希特·杜勒的 1514年畫像《忧郁 I》。這圖像亦稱杜勒圖。
關於杜勒所描述的立體形狀是一些學術辯論的主題。 依照Lynch (1982)，他假設該立體是一個立方體的截角的誤繪，該點子源於Strauss (1972)； 然而大部分的來源資料同意其為菱面體的截角。 儘管有著這樣的同意，而這個菱面體在幾何學中確切的形狀是許多矛盾的理論的主題。
- Richter (1957)聲稱杜勒多面體的原像菱面體中的菱形面的兩條對角線的比是 5:6，而這個數值所產生出來的菱形，其銳角的角度大約為80°[1]。
- Schröder (1980)以及Lynch (1982)在1980年代時認為該菱形對角線長的比應該是{\displaystyle {\sqrt {3}}:2}而此數值產生出來的菱形，其銳角的角度會變成大約 82°[2][3]。
- MacGillavry (1981)時，測量了該圖形的特徵並測量出該菱形的銳角大約為 79°。他以及一位後來的另一位作者，沃爾夫·馮·恩格爾哈特（英语：Wolf von Engelhardt） （參見 Hideko (2009)）認為該角度的形成取決於自然形成的方解石結晶[4]。
- Schreiber (1999)認為根據杜勒的著作，所有的頂點應該是坐落在同一個球面上， 並更進一步的聲明該菱形的銳角為 72°[5]。 Hideko (2009)列舉了其他幾位同樣贊同該菱形銳角為72°的學者，從1955年的保羅·格罗津斯基（Paul Grodzinski）開始。他認為，這種理論的動機少於實際繪圖的分析，而比較傾向關於五邊形以及黃金比例的審美原則[3]。
- Weitzel (2004) 分析了對於同一個立體的1510年的草圖， 從中他確認了薛伯的假設，即該立體有一個 外接球 但菱形的銳角角度會是大約79.5°[2]。
- Hideko (2009)認為該形狀是為了描述一個著名的幾何學問題，倍立方體的解答，而杜勒也在1525年中提到。 他隨後總結出（在兩個頂點截去前）該立體是一個立方體沿著對角線伸長而成的。 更具體地說，他認為杜勒繪製了一個實際的立方體，長對角線平行於圖形平面，然後在長對角線的方向上以因為某種因素而放大他的繪畫：結果會和他繪製一個被延長的圖形相同。放大的因素是因為關於倍立方後的體積是原立方體的 21/3 ≈ 1.253，但秀子導出不同的，為了適應圖紙的放大因素，1.277，以一個更複雜的方式[3]。
- Futamura, Frantz & Crannell (2014)將所提出的解決方案分類為該問題，透過兩個參數：銳角以及切面，稱為交比。 他們估算這個交比很接近麥克·蓋勒艾瑞的，而且具有一個接近 黃金比例的數值。 基於這一點，他們認為銳角是 {\displaystyle 2\arctan(\varphi /2)\approx 78^{\circ }}而交比是精確的 {\displaystyle \varphi }[6]。

## 註譯
1. ↑  參見 Weitzel (2004) 以及 Ziegler (2014)，從中得出以下許多歷史事件。

## 外部連結
- 埃里克·韦斯坦因. . MathWorld.
- 如何製作一個杜勒多面體 -  DUPLICON （德語） （页面存档备份，存于）
- 開放原始碼的杜勒多面體三維模型